# Гегечкори, Георгий Владимирович
Георгий (Гоги) Владимирович Гегечкори (груз. გიორგი (გოგი) ვლადიმერის ძე გეგეჭკორი; 1923—2003) — советский и грузинский актёр театра и кино. Народный артист Грузинской ССР (1966). Лауреат Государственной премии Грузии в области литературы, искусства и архитектуры (1997).

## Биография
Георгий Гегечкори родился 23 февраля 1923 года.
В 1944 году окончил Тбилисский институт театрального искусства имени Шота Руставели.
В Великой Отечественной войне участия не принимал.
Играл на сцене Грузинского государственного академического театра имени Шота Руставели с 1944 года. Член КПСС с 1948 года.
Народный артист Грузинской ССР (1955).
Ушёл из жизни 11 марта 2003 года. Похоронен в Тбилиси в Дидубийском пантеоне.

## Признание и награды
- Орден Чести (28.02.1998)[3]
- орден Ленина (22.08.1986)
- орден «Знак Почёта» (17.04.1958, 02.04.1966)
- медаль «За трудовую доблесть» (10.11.1950)[4]
- Народный артист Грузинской ССР (1966)
- Государственная премия Грузии в области литературы, искусства и архитектуры (1997)[5]

## Творчество

### Роли в театре
- «На всякого мудреца довольно простоты» А. Островского — Глумов
- «Дон-Сезар де Базан» Ф. Дюмануара и А. д’Эннери — Дон-Сезар
- «Король Лир» Шекспира — Глостер
- «Ричард III» Шекспира — Бекингем

### Фильмография
- 1954 — Стрекоза — Леван
- 1957 — Заноза — Вахтанг
- 1958 — Судьба женщины — Нико
- 1965 — Я вижу солнце — учитель
- 1967 — Мой друг Нодар — учитель логики
- 1968 — Цвет граната — поэт в старости
- 1969 — Время счастливых находок — дядя Коля
- 1970 — Старые мельницы
- 1970 — Адам и Хева — Адам
- 1971 — Ожерелье для моей любимой — Жандар
- 1972 — Чари-рама
- 1973 — Мелодии Верийского квартала  — фармацевт
- 1974 — Ночной визит — Гурам Гоголадзе
- 1974 — Блокада — Баканидзе
- 1975 — Переполох
- 1976 — Побег на рассвете
- 1976 — Дело передается в суд — Сартания
- 1977 — Древо желания — Чачика
- 1977 — Берега
- 1978 — Вся жизнь
- 1979 — Человек ли он?
- 1983 — Клятвенная запись
- 1985 — Страховой агент
- 1987 — Корни
- 1987 — Вельд — Эрнандо
- 1988 — Бывает же — Гига
- 1992 — Я обещала, я уйду